# Халилов, Рустам Гуллабба оглы
Рустам Гуллабба оглы Халилов (азерб. Rüstəm Gülabba oğlu Xəlilov; род. 1 июня 1958, Азербайджанская ССР) — азербайджанский государственный деятель. Депутат Национального собрания Азербайджана III, IV, V созывов.

## Биография
Родился 1 июня 1958 года в селе Хаджибабир Сабирабадского района. Окончил факультет агрономии Азербайджанского государственного аграрного института. Также окончил Бакинский институт социального управления и политологии.
С 1980 года являлся агрономом сельскохозяйственного управления Сабирабадского района. 
С 1983 года являлся вторым, затем первым секретарём районного комитета Комсомола. 
С 1989 года являлся начальником отдела организации и кадровой работы Сабирабадского районного комитета партии.
С 1991 года являлся председателем правления колхоза им. Дж. Халилова.
С 2000 года являлся заместителем начальника Астаринского таможенного пропускного пункта Государственного таможенного комитета Азербайджана.
Член партии «Новый Азербайджан».
Депутат Национального собрания Азербайджана III, IV, V созывов от второго Сабирабадского избирательного округа № 64 (2005—2020). 
Являлся членом постоянной комиссии по региональным вопросам, руководителем межпарламентской рабочей группы Азербайджан — Аргентина парламента Азербайджана III, IV, V созывов.
Член делегации Азербайджана в Межпарламентской ассамблее СНГ парламента Азербайджана V созыва.
Глава исполнительной власти Аджикабульского района (4 декабря 2019 — 17 сентября 2024).
Глава исполнительной власти Сальянского района (с 17 сентября 2024).

## Награды
- Орден «Слава» (Азербайджан) (5 июля 2018, за активное участие в общественно-политической жизни Азербайджанской Республики)[5]
- Медаль «МПА СНГ. 25 лет» (27 марта 2017, Межпарламентская ассамблея СНГ, за заслуги в деле развития и укрепления парламентаризма, за вклад в развитие и совершенствование правовых основ функционирования Содружества Независимых Государств, укрепление международных связей и межпарламентского сотрудничества)[6]
- Почётная грамота Совета МПА СНГ (24 ноября 2016 года, Межпарламентская ассамблея СНГ, за активное участие в деятельности Межпарламентской Ассамблеи и её органов, вклад в укрепление дружбы между народами государств — участников Содружества Независимых Государств)[7]